# 파리의 아롱디스망
파리의 아롱디스망은 파리를 구성하는 행정구이다. 정확히는 시급 아롱디스망(Arrondissements municipaux)이라는 행정구역에 속하는데, 이를 '아롱디스망'으로 줄여 부르는 것이다. 프랑스의 101개 주를 나누는 주급 아롱디스망 (대한민국의 군에 해당)과는 다른 행정구역이다. 2020년 1구부터 4구까지의 4개 구가 행정적으로 통합되어 파리 중구(Paris Centre)라는 하나의 지방자치체가 되었다.
총 20개의 구가 있으며, 각각 순번이 붙여져 있다. 이 순번은 파리 대부분 지역에 적용되는 우편번호의 끝자리 (75001~75020)에 붙여진다.

## 개요
파리의 구는 센강의 우안 (북안)을 시작으로, 시 중앙에서부터 바깥쪽으로 시계 방향의 소용돌이 모양 (달팽이 껍질에 자주 비유)으로 20개 구가 배치되어 있다. 최근에 리옹이나 마르세유 같은 도시들도 파리 시처럼 아롱디스망으로 세부 분할되기도 했다.
구의 이름을 프랑스어로 적을 때, 특히 도로 표지판 같은 데에는 숫자를 로마 숫자로 적는 경우가 많다. 이를 적용하면 에펠탑은 'VIIe arrondissement' (7구)에 있고, 파리 동역은 'Xe arrondissement' (10구)에 위치해 있다.
| 아롱디스망 (R은 우안, L은 좌안) | 이름            | 면적 (in km2)  | 인구 (1999년 3월 기준) | 인구 (2005년 7월 추정) | 인구밀도 (2005년) (명/km2) | 최고 인구 기록연도 |
| ------------------------------- | --------------- | -------------- | ---------------------- | ---------------------- | -------------------------- | ------------------ |
| 1구 R                           | 루브르          | 1.826          | 16,888                 | 17,700                 | 9,693                      | 1861년 이전        |
| 2구 R                           | 부르스          | 0.992          | 19,585                 | 20,700                 | 20,867                     | 1861년 이전        |
| 3구 R                           | 탕플            | 1.171          | 34,248                 | 35,100                 | 29,974                     | 1861년 이전        |
| 4구 R                           | 오텔드빌 (시청) | 1.601          | 30,675                 | 28,600                 | 17,864                     | 1861년 이전        |
| 5구 L                           | 팡테옹          | 2.541          | 58,849                 | 60,600                 | 23,849                     | 1911년             |
| 6구 L                           | 뤽상부르        | 2.154          | 44,919                 | 45,200                 | 20,984                     | 1911년             |
| 7구 L                           | 팔레부르봉      | 4.088          | 56,985                 | 55,400                 | 13,552                     | 1926년             |
| 8구 R                           | 엘리제          | 3.881          | 39,314                 | 38,700                 | 9,972                      | 1891년             |
| 9구 R                           | 오페라          | 2.179          | 55,838                 | 58,500                 | 26,847                     | 1901년             |
| 10구 R                          | 앙트르포        | 2.892          | 89,612                 | 88,800                 | 30,705                     | 1881년             |
| 11구 R                          | 포팽쿠르        | 3.666          | 149,102                | 152,500                | 41,598                     | 1911년             |
| 12구 R                          | 뢰이            | 16.324¹ 6.377² | 136,591                | 138,300                | 8,472¹ 21,687²             | 1962년             |
| 13구 L                          | 고블랭          | 7.146          | 171,533                | 181,300                | 25,371                     | 20055              |
| 14구 L                          | 오브세바투아르  | 5.621          | 132,844                | 134,700                | 23,964                     | 1954년             |
| 15구 L                          | 보지라르        | 8.502          | 225,362                | 232,400                | 27,335                     | 1962년             |
| 16구 R                          | 파시            | 16.305³ 7.8464 | 161,773                | 149,500                | 9,169³ 19,0544             | 1962년             |
| 17구 R                          | 바티뇰몽소      | 5.669          | 160,860                | 160,300                | 28,277                     | 1954년             |
| 18구 R                          | 뷔트몽마르트르  | 6.005          | 184,586                | 188,700                | 31,424                     | 1931년             |
| 19구 R                          | 뷔트쇼몽        | 6.786          | 172,730                | 187,200                | 27,586                     | 2005년5            |
| 20구 R                          | 메닐몽탕        | 5.984          | 182,952                | 191,800                | 32,052                     | 1936년             |

주:

1. 뱅센 숲 포함

2. 뱅센 숲 제외

3. 불로뉴 숲 포함

4. 불로뉴 숲 제외

파리 시의 구별 인구밀도 (2012년)

5. 공식 추정통계에 따르면 2005년이 가장 최근으로, 이후에 인구가 증가했을 가능성이 있다.

한 개의 구는 행정구역상으로 각각 네 개의 '카르티에' (quartiers)로 세부 분할된다. 따라서 파리 시에는 80개의 '카르티에 아미니스트라티프' (quartiers administratifs)가 있으며 각 카르티에에는 경찰국이 소재해 있다. 전 80개 카르티에 목록을 보려면 파리의 카르티에를 참고.

## 같이 보기
- 아롱디스망
- 파리 시청